# Championnat du Portugal féminin de football 2009-2010
Navigation
Édition précédente Édition suivante
10 équipes, la saison 2009-2010 du Championnat du Portugal féminin de football est la 25e édition de la compétition. Aucune décente la saison passée, n'est prévu, mais avec l'arrêt des sections féminines des clubs de Várzea et Beira Mar Almada, ce n'est pas moins de 6 nouvelles équipes qui rejoignent l'élite du football féminin portugais. Le championnat est donc disputée en deux phases, 18 journées composent la première phase . A l'issue de ces 18 rencontres, les quatre premiers s'affrontent pour le titre de championne nationale, en conservant la moitié des points qu'ils possèdent à l'issue de cette première phase. Les 6 équipes restantes, quant à elles, participent à une phase de maintien en Division I, finissant par reléguer les deux dernières classées dans ces éliminatoires.

## Clubs participants
Ce tableau présente les dix équipes qui disputent le championnat 2009-2010. On y trouve le nom des clubs, la date de création du club, le nom des stades ainsi que la capacité de ces derniers.
Initialement les six équipes de première division de la saison passée devaient participée à ce championnat avec les quatre premières de la deuxième division. Mais avec l'arrêt des sections féminines des clubs de Várzea et Beira Mar Almada, se sont les six équipes qui ont participé à la phase finale du deuxième échelon du football féminin portugais qui montent en première division. Il est à noter que le champion de la II Divisão, le Odivelas FC, met aussi un terme à sa section féminine, et est remplacé par le vainqueur de la phase de maintien de la Zone C, l'UD Ponte Frielas.
Légende des couleurs
- Vainqueur de la Campeonato Nacional Feminino la saison précédente.
- Promu de division inférieure.

| \| 1º Dezembro Ponte Frielas Cadima Escola Albergaria Murtoense Oliveirense Boavista Leixões SC Povo Martim \| Localisation des clubs engagés. |
| 1º Dezembro Ponte Frielas Cadima Escola Albergaria Murtoense Oliveirense Boavista Leixões SC Povo Martim                                       |

| Nom du club         | Date de création | Dernière montée | Division 2008-2009       | Stade                                             | Capacité | Titres | Classement saison précédente |
| ------------------- | ---------------- | --------------- | ------------------------ | ------------------------------------------------- | -------- | ------ | ---------------------------- |
| SU 1º Dezembro      | 1880             | 1994            | Campeonato Nacional      | Campo Conde de Sucena                             | 1 000    | 9      | 1er                          |
| Boavista FC         | 1903             | 1985            | Campeonato Nacional      | Campo de Treinos do Estádio do Bessa XXI          | 500      | 11     | 2e                           |
| SM Murtoense        | 2002             | 2003            | Campeonato Nacional      | Estádio Municipal da Murtosa                      | 1000     | /      | 4e                           |
| Escola Molelinhos   | -                | 1990            | Campeonato Nacional      | Campo do Vale da Pata                             | 800      | /      | 5e                           |
| UR Cadima           | -                | 1999            | Campeonato de II Divisão | Parque Desportivo do Fujanco                      | 2 000    | /      | 2e II Divisão                |
| UD Oliveirense      | 1922             | 2004            | Campeonato de II Divisão | Centro de Formação Ápio Assunção                  | 750      | /      | 3e II Divisão                |
| Clube de Albergaria | 1989             | 1989            | Campeonato de II Divisão | Estádio Municipal António Augusto Martins Pereira | 1 500    | /      | 4e II Divisão                |
| Leixões SC          | 1907             | 1985            | Campeonato de II Divisão | Complexo Desportivo Óscar Marques                 | 2 000    | /      | 5e II Divisão                |
| Casa Povo Martim    | 1997             | 2001            | Campeonato de II Divisão | Complexo Desportivo de Martim                     | 1 500    | /      | 6e II Divisão                |
| UD Ponte Frielas    | 1947             | 1998            | Campeonato de II Divisão | Campo de Jogos do Bonjardim                       | 500      | /      | II Divisão                   |

## Compétition

### Règlement
Le classement est calculé avec le barème de points suivant : une victoire vaut trois points, le match nul un. La défaite ne rapporte aucun point.
Les critères utilisés pour départager les équipes en cas d'égalité au classement sont les suivants :
1. plus grand nombre de points dans les confrontations directes ;
2. plus grande différence de buts particulière ;
3. plus grande différence de buts générale ;
4. plus grand nombre de buts marqués.

### Première phase
Sans surprise, le SU 1º Dezembro, écrase ses adversaires, gagnant toutes ses rencontres, les filles de Nuno Cristóvão, sont accompagnées en phase finale par les clubs de Molelinhos, et des promus, Oliveirense et Albergaria, qui gagne sa place lors de la dernière journée. Le dauphin de la saison passée, le Boavista, quant à lui disputera la phase de maintien.

#### Classement
| Rang | Équipe                | Pts | J  | G  | N | P  | Bp | Bc  | Diff |
| ---- | --------------------- | --- | -- | -- | - | -- | -- | --- | ---- |
| 1    | SU 1º Dezembro T'C'   | 54  | 18 | 18 | 0 | 0  | 76 | 3   | +73  |
| 2    | Escola Molelinhos     | 46  | 18 | 15 | 1 | 2  | 53 | 9   | +44  |
| 3    | UD Oliveirense P      | 30  | 18 | 9  | 3 | 6  | 35 | 23  | +12  |
| 4    | Clube de Albergaria P | 29  | 18 | 8  | 5 | 5  | 37 | 19  | +18  |
| 5    | Leixões SC P          | 28  | 18 | 8  | 4 | 6  | 35 | 21  | +14  |
| 6    | SM Murtoense          | 25  | 18 | 8  | 1 | 9  | 21 | 25  | -4   |
| 7    | Boavista FC           | 18  | 18 | 5  | 3 | 10 | 19 | 22  | -3   |
| 8    | UR Cadima P           | 18  | 18 | 4  | 6 | 8  | 20 | 27  | -7   |
| 9    | Casa Povo Martim P    | 7   | 18 | 2  | 1 | 15 | 18 | 69  | -51  |
| 10   | UD Ponte Frielas P    | 3   | 18 | 1  | 0 | 17 | 9  | 105 | -96  |

| Légende : Qualifications et relégations | Légende : Qualifications et relégations                                  |
| --------------------------------------- | ------------------------------------------------------------------------ |
|                                         | Phase finale                                                             |
|                                         | Phase de relégation                                                      |
|                                         | T : Tenant du titre P : Promu C : Vainqueur de la Coupe du Portugal 2010 |

#### Matchs
| Résultats (▼dom., ►ext.)                                   | 1ºD  | Esc | Oli | Alb | Lei | Mur | Boa | Cad | CPM | Pon  |
| 1º Dezembro                                                |      | 3-0 | 4-1 | 2-0 | 6-0 | 1-0 | 1-0 | 1-0 | 9-0 | 11-0 |
| Escola                                                     | 1-2  |     | 2-1 | 3-0 | 2-0 | 2-0 | 2-0 | 3-1 | 6-0 | 7-0  |
| Oliveirense                                                | 1-3  | 0-1 |     | 3-3 | 1-1 | 1-0 | 1-0 | 1-1 | 3-0 | 3-0  |
| Albergaria                                                 | 0-3  | 0-2 | 3-0 |     | 1-1 | 1-0 | 1-1 | 0-0 | 5-0 | 8-0  |
| Leixões                                                    | 0-1  | 1-1 | 0-2 | 2-0 |     | 0-1 | 1-0 | 2-1 | 6-0 | 10-0 |
| Murtoense                                                  | 0-2  | 0-3 | 2-3 | 1-1 | 1-0 |     | 1-2 | 3-2 | 3-2 | 3-2  |
| Boavista                                                   | 0-3  | 0-1 | 2-3 | 0-3 | 1-2 | 0-1 |     | 0-0 | 3-1 | 5-0  |
| Cadima                                                     | 0-4  | 1-5 | 1-0 | 0-3 | 2-2 | 0-1 | 0-0 |     | 3-0 | 1-0  |
| Casa Povo Martim                                           | 0-8  | 0-3 | 0-4 | 1-4 | 0-3 | 1-3 | 0-1 | 2-2 |     | 5-1  |
| Ponte Frielas                                              | 0-12 | 0-9 | 0-7 | 0-4 | 1-4 | 2-1 | 1-4 | 0-5 | 2-6 |      |
| - Victoire à domicile - Match nul - Victoire à l'extérieur |      |     |     |     |     |     |     |     |     |      |

#### Évolution du classement
| Journée ╱ Équipe    | 1              | 2  | 3  | 4  | 5  | 6  | 7  | 8  | 9  | 10 | 11 | 12 | 13 | 14 | 15 | 16 | 17 | 18 |   |
| ------------------- | -------------- | -- | -- | -- | -- | -- | -- | -- | -- | -- | -- | -- | -- | -- | -- | -- | -- | -- | - |
| Journée ╱ Équipe    | SU 1º Dezembro | 1  | 1  | 1  | 1  | 1  | 1  | 1  | 1  | 1  | 1  | 1  | 1  | 1  | 1  | 1  | 1  | 1  | 1 |
| Escola Molelinhos   | 2              | 2  | 2  | 2  | 2  | 2  | 2  | 2  | 2  | 2  | 2  | 2  | 2  | 2  | 2  | 2  | 2  | 2  |   |
| UD Oliveirense      | 3              | 4  | 3  | 3  | 3  | 3  | 3  | 3  | 3  | 3  | 3  | 3  | 3  | 3  | 3  | 3  | 3  | 3  |   |
| Clube de Albergaria | 4              | 3  | 4  | 5  | 5  | 4  | 5  | 4  | 4  | 4  | 4  | 5  | 5  | 5  | 5  | 5  | 5  | 4  |   |
| Leixões SC          | 5              | 7  | 6  | 4  | 4  | 5  | 4  | 5  | 5  | 5  | 5  | 4  | 4  | 4  | 4  | 4  | 4  | 5  |   |
| SM Murtoense        | 7              | 6  | 7  | 6  | 6  | 6  | 7  | 7  | 6  | 6  | 6  | 6  | 6  | 7  | 6  | 6  | 6  | 6  |   |
| Boavista FC         | 6              | 8  | 8  | 8  | 7  | 7  | 6  | 6  | 7  | 7  | 8  | 7  | 8  | 6  | 7  | 7  | 7  | 7  |   |
| UR Cadima           | 8              | 5  | 5  | 7  | 8  | 8  | 8  | 8  | 8  | 8  | 7  | 8  | 7  | 8  | 8  | 8  | 8  | 8  |   |
| Casa Povo Martim    | 9              | 9  | 9  | 9  | 9  | 9  | 9  | 9  | 9  | 9  | 9  | 9  | 9  | 9  | 9  | 9  | 9  | 9  |   |
| UD Ponte Frielas    | 10             | 10 | 10 | 10 | 10 | 10 | 10 | 10 | 10 | 10 | 10 | 10 | 10 | 10 | 10 | 10 | 10 | 10 |   |

### Deuxième phase (Segunda Fase de Manutenção)
Cette deuxième phase regroupe les équipes non qualifiées pour la phase finale, soit de la cinquième à la dixième place. Au terme de la saison les deux derniers sont relégués.

#### Classement
Le classement est calculé avec le barème de points suivant : une victoire vaut trois points, le match nul un et la défaite zéro.
Critères de départage en cas d'égalité au classement :
1. classement aux points des matchs joués entre les clubs ex æquo ;
2. différence entre les buts marqués et les buts concédés sur la totalité des matchs joués dans le championnat ;
3. plus grand nombre de buts marqués sur la totalité des matchs joués dans le championnat ;
4. en cas de nouvelle égalité, une rencontre supplémentaire aura lieu sur terrain neutre avec, éventuellement, l’épreuve des tirs au but.

Chaque club débute avec la moitié des points acquit lors de la première phase (arrondi au point supérieur).
- Leixões SC : 14 pts
- SM Murtoense : 13 pts
- Boavista FC : 9 pts
- UR Cadima : 9 pts
- Casa Povo Martim : 4 pts
- UD Ponte Frielas : 2 pts

| Rang | Équipe             | Pts | J  | G | N | P  | Bp | Bc | Diff |
| ---- | ------------------ | --- | -- | - | - | -- | -- | -- | ---- |
| 1    | Leixões SC P       | 36  | 10 | 7 | 1 | 2  | 32 | 8  | +24  |
| 2    | UR Cadima P        | 33  | 10 | 8 | 0 | 2  | 28 | 12 | +16  |
| 3    | SM Murtoense       | 32  | 10 | 6 | 1 | 3  | 38 | 13 | +25  |
| 4    | Boavista FC        | 23  | 10 | 4 | 2 | 4  | 14 | 14 | 0    |
| 5    | Casa Povo Martim P | 13  | 10 | 3 | 0 | 7  | 20 | 22 | -2   |
| 6    | UD Ponte Frielas P | 2   | 10 | 0 | 0 | 10 | 6  | 69 | -63  |

| Légende : Qualifications et relégations | Légende : Qualifications et relégations                                  |
| --------------------------------------- | ------------------------------------------------------------------------ |
|                                         | Vainqueur phase de maintien                                              |
|                                         | Relégué                                                                  |
|                                         | T : Tenant du titre P : Promu C : Vainqueur de la Coupe du Portugal 2010 |

#### Matchs
| Résultats (▼dom., ►ext.)                                   | Lei  | Mur  | Boa | Cad | CPM | Pon |
| Leixões                                                    |      | 1-0  | 0-0 | 4-0 | 3-1 | 7-1 |
| Murtoense                                                  | 2-1  |      | 1-1 | 2-3 | 5-1 | 7-1 |
| Boavista                                                   | 1-2  | 0-2  |     | 1-2 | 2-1 | 4-1 |
| Cadima                                                     | 0-2  | 2-0  | 4-0 |     | 2-1 | 5-1 |
| Casa Povo Martim                                           | 3-2  | 2-3  | 1-2 | 1-2 |     | 7-1 |
| Ponte Frielas                                              | 0-10 | 1-16 | 0-3 | 0-8 | 0-2 |     |
| - Victoire à domicile - Match nul - Victoire à l'extérieur |      |      |     |     |     |     |

#### Évolution du classement
| Journée ╱ Équipe | 1          | 2 | 3 | 4 | 5 | 6 | 7 | 8 | 9 | 10 |   |
| ---------------- | ---------- | - | - | - | - | - | - | - | - | -- | - |
| Journée ╱ Équipe | Leixões SC | 1 | 1 | 1 | 1 | 1 | 1 | 1 | 1 | 1  | 1 |
| SM Murtoense     | 2          | 2 | 3 | 2 | 2 | 3 | 3 | 3 | 3 | 3  |   |
| Boavista FC      | 4          | 4 | 4 | 4 | 4 | 4 | 4 | 4 | 4 | 4  |   |
| UR Cadima        | 3          | 3 | 2 | 3 | 3 | 2 | 2 | 2 | 2 | 2  |   |
| Casa Povo Martim | 5          | 5 | 5 | 5 | 5 | 5 | 5 | 5 | 5 | 5  |   |
| UD Ponte Frielas | 6          | 6 | 6 | 6 | 6 | 6 | 6 | 6 | 6 | 6  |   |

### Phase finale (Segunda Fase de Apuramento Campeão)

#### Classement
Le classement est calculé avec le barème de points suivant : une victoire vaut trois points, le match nul un et la défaite zéro.
Critères de départage en cas d'égalité au classement :
1. classement aux points des matchs joués entre les clubs ex æquo ;
2. différence entre les buts marqués et les buts concédés sur la totalité des matchs joués dans le championnat ;
3. plus grand nombre de buts marqués sur la totalité des matchs joués dans le championnat ;
4. en cas de nouvelle égalité, une rencontre supplémentaire aura lieu sur terrain neutre avec, éventuellement, l’épreuve des tirs au but.

Chaque club débute avec la moitié des points acquit lors de la première phase (arrondi au point supérieur).
- SU 1º Dezembro  : 27 pts
- Escola Molelinhos : 23 pts
- UD Oliveirense  : 15 pts
- Clube de Albergaria  : 15 pts

| Rang | Équipe                | Pts | J | G | N | P | Bp | Bc | Diff |
| ---- | --------------------- | --- | - | - | - | - | -- | -- | ---- |
| 1    | SU 1º Dezembro T'C'   | 45  | 6 | 6 | 0 | 0 | 19 | 5  | +14  |
| 2    | Escola Molelinhos     | 32  | 6 | 3 | 0 | 3 | 12 | 12 | 0    |
| 3    | Clube de Albergaria P | 22  | 6 | 2 | 1 | 3 | 13 | 15 | -2   |
| 4    | UD Oliveirense P      | 16  | 6 | 0 | 1 | 5 | 3  | 15 | -12  |

| Légende : Qualifications et relégations | Légende : Qualifications et relégations                                  |
| --------------------------------------- | ------------------------------------------------------------------------ |
|                                         | Ligue des champions féminine de l'UEFA 2010-2011                         |
|                                         | T : Tenant du titre P : Promu C : Vainqueur de la Coupe du Portugal 2010 |

#### Matchs
| Résultats (▼dom., ►ext.)                                   | 1ºD | Esc | Oli | Alb |
| 1º Dezembro                                                |     | 1-0 | 3-2 | 4-1 |
| Escola                                                     | 1-3 |     | 4-0 | 3-7 |
| Oliveirense                                                | 0-3 | 0-2 |     | 0-2 |
| Albergaria                                                 | 1-5 | 1-2 | 1-1 |     |
| - Victoire à domicile - Match nul - Victoire à l'extérieur |     |     |     |     |

#### Évolution du classement
| Journée ╱ Équipe    | 1              | 2 | 3 | 4 | 5 | 6 |   |
| ------------------- | -------------- | - | - | - | - | - | - |
| Journée ╱ Équipe    | SU 1º Dezembro | 1 | 1 | 1 | 1 | 1 | 1 |
| Escola Molelinhos   | 2              | 2 | 2 | 2 | 2 | 2 |   |
| UD Oliveirense      | 4              | 4 | 4 | 4 | 4 | 4 |   |
| Clube de Albergaria | 3              | 3 | 3 | 3 | 3 | 3 |   |

## Bilan de la saison
| Championnat du Portugal féminin de football 2009-2010 |                                |
| Champion                                              | SU 1º Dezembro (10e titre)     |
| Dauphin                                               | Escola Molelinhos              |
| Coupes et trophées                                    |                                |
| Vainqueur de la Coupe du Portugal 2009-2010           | SU 1º Dezembro                 |
| Ligue des champions féminine de l'UEFA 2010-2011      | SU 1º Dezembro                 |
| Promotions et relégations                             |                                |
| Promus en Campeonato Nacional                         | Vilaverdense Futebol Clube     |
| Promus en Campeonato Nacional                         | Clube Futebol Benfica          |
| Relégués en II Divisão Nacional                       | Casa do Povo de Martim         |
| Relégués en II Divisão Nacional                       | União Desportiva Ponte Frielas |